# Claudio Maniago
Claudio Maniago (ur. 8 lutego 1959 we Florencji) – włoski duchowny katolicki, arcybiskup metropolita Catanzaro-Squillace od 2022.

## Życiorys
Święcenia kapłańskie otrzymał 19 kwietnia 1984 z rąk kard. Silvano Piovanellego. Studiował liturgikę na rzymskim Anselmianum, uzyskując z tej dziedziny tytuł licencjata. Inkardynowany do archidiecezji florenckiej, był m.in. rektorem niższego seminarium (1987-1994), prowikariuszem (1994-2001) oraz wikariuszem generalnym archidiecezji (2001-2003).

### Episkopat
18 lipca 2003 papież Jan Paweł II mianował go biskupem pomocniczym archidiecezji Florencji, ze stolicą tytularną Satafi. Sakry biskupiej udzielił mu 8 września 2003 emerytowany arcybiskup Florencji - kard. Silvano Piovanelli. W latach 2008–2014 ponownie pełnił urząd wikariusza generalnego archidiecezji.
12 lipca 2014 papież Franciszek mianował go biskupem ordynariuszem diecezji Castellaneta. Ingres odbył się 14 września 2014.
29 listopada 2021 został mianowany arcybiskupem metropolitą Catanzaro-Squillace. Rządy w archidiecezji objął 9 stycznia 2022. Paliusz metropolitalny otrzymał od papieża Franciszka 29 czerwca 2022. 